# メッツ-ウィレッツ・ポイント駅 (ロングアイランド鉄道)
メッツ-ウィレッツ・ポイント駅（Mets - Willets Point）はロングアイランド鉄道ポート・ワシントン支線の季節駅で、ニューヨーク市クイーンズ区のフラッシング・メドウズ・コロナ・パークのルーズベルト・アベニュー寄りにある。以前はシェイ・スタジアムが近隣にあったことからシェイ・スタジアム駅（Shea Stadium）という名前だった。
この駅はシティ・フィールド（2009年以前はシェイ・スタジアム）でのニューヨーク・メッツのホームゲーム開催時とUSTAビリー・ジーン・キング・ナショナル・テニス・センターでの全米オープンテニス大会開催時、および緊急時のみ営業する。当初はシティチケットの対象外だったが、2011年8月に対象駅に含められた。なお、営業時には乗車前に運賃を徴収される。
ラガーディア空港へのアクセス路線として建設が検討されていたエアトレイン・ラガーディアは当駅に接続する予定だったが、計画は2023年に頓挫している。